# Ośmak
Ośmak – ruska nazwa polskiego grosza występująca od  XVI do XVII w. w źródłach z terenu Wielkiego Księstwa Litewskiego.